# Международный аэропорт Уиндзора
Международный аэропорт Уиндзора (англ. Windsor International Airport, IATA: YQG, ICAO: CYQG) — международный аэропорт, расположенный в юго-восточной части города Уинсор, Онтарио, Канада. Аэропорт обслуживает регулярные рейсы авиакомпаний и авиации общего назначения и является популярной точкой въезда в Канаду для частных и деловых самолётов. Воздушное пространство над аэропортом бывает часто загружено из-за близости к аэропорту столичного округа Уэйн города Детройт, а правила полёта по приборам (IFR) обрабатываются системой контроля захода на посадку в Детройте.
Аэропорт классифицируется Nav Canada как аэропорт въезда и обслуживается Канадским агентством пограничных служб (CBSA). Сотрудники CBSA в этом аэропорту могут обслуживать до 325 пассажиров. Тем не менее, они могут обслуживать и до 450 пассажиров, если самолёт разгружается поэтапно.

## История
Аэропорт был открыт в 1928 году как Аэропорт Уокер, названный в честь Хайрама Уокера, дистиллятора виски, жившего в XIX веке. В 1967 году аэропорт был отнесён в ведение национального департамента канадских аэропортов, сославшись на его возрастающее значение в качестве регионального центра аэропортов юго-западного Онтарио, обслуживающего районы между Детройтом, Мичиганом и Лондоном, Онтарио, а не просто значение взлётно-посадочной полосы (как это было ранее).

### Новейшая история
В 2006 году Serco Aviation Services Inc. объявила, что потребует досрочного расторжения контракта на управление аэропортом с городом Уинсор, поскольку аэропорт Уиндзор терял около 40 000 канадских долларов в месяц. Город принял критику компании и продолжил эксплуатацию самого аэропорта, но с большим дефицитом бюджета. 1 июля 2007 года Serco передала управление аэропортом городу Уинсор. Уинсорский городской совет одобрил создание специальной группы для управления аэропортом от имени города под названием Your Quick Gateway Inc. (YQG). Эта частная организация была образована Уинсорским городским советом и должна была стать «временным решением проблемы», пока не будет найден другой оператор. Однако 14 ноября The Windsor Star сообщила, что, поскольку Your Quick Gateway была настолько успешной в управлении аэропортом, получив небольшую прибыль в процессе эксплуатации, ей будет предоставлено разрешение на дальнейшее использование объекта в течение неопределенного времени таким же образом.
У аэропорта есть дополнительные земли, ограниченные сельскохозяйственными угодьями вдоль Дивизион-роуд и Лозон Паркуэй для возможности его будущего расширения.
В 2012 году The Windsor Star сообщила, что с 2008 года пассажиропоток в аэропорту увеличился более чем на 160 %, и в 2012 году через аэропорт прошло более 250 000 пассажиров, что является самым загруженным годом в истории воздушной гавани. Это широко объясняется интенсивными усилиями по привлечению новых рейсов в существующие пункты назначения и на новые направления. В 2011 году авиакомпания Porter Airlines начала летать из Уинсора в Торонто, по мнению компании, Уинсор стал являться одним из самых успешных новых рынков. Тем не менее, 37 % местных потребителей по-прежнему используют аэропорт Детройта в качестве предпочтительного аэропорта.
В начале октября 2013 года город Уинсор объявил, что вложит в аэропорт 14,1 млн долларов для создания многомодельного грузового терминала. Ожидается, что проект создаст приблизительно 105 рабочих мест для города и может создать тысячи рабочих мест. Первым арендатором нового грузового хаба в аэропорту будет FedEx, которая подписала 20-летний договор аренды на эксплуатацию хаба, компания была переведена на объект 1 декабря 2015 года. В 2016 году аэропорт обслужил 331 000 пассажиров.

## Авиакомпании и направления вылетов

### Пассажирские
| Авиакомпания                        | Пункты назначения                                    |
| ----------------------------------- | ---------------------------------------------------- |
| Air Canada Express                  | Монреаль, Торонто                                    |
| Pelee Island Transportation Company | Сезонные: Пели                                       |
| Porter Airlines                     | Торонто                                              |
| Sunwing Airlines                    | Сезонные: Канкун, Монтего-Бэй, Санта-Клара, Варадеро |
| WestJet                             | Сезонные: Калгари                                    |

### Грузовые
| Авиакомпания    | Пункты назначения |
| --------------- | ----------------- |
| SkyLink Express | Гамильтон         |

## Арендаторы
- 364 Королевских канадских курсанта ВВС[9]
- Воздушный клуб Уинсора[10]
- Канадская историческая ассоциация авиации
- Journey Air[11]/Центр полётов над Великими озерами[12]
- Грузинский Экспресс
- Оператор фиксированной связи Skyservice (FBO)
- AAR Corp. — Техническое обслуживание планеров (MRO)[13]

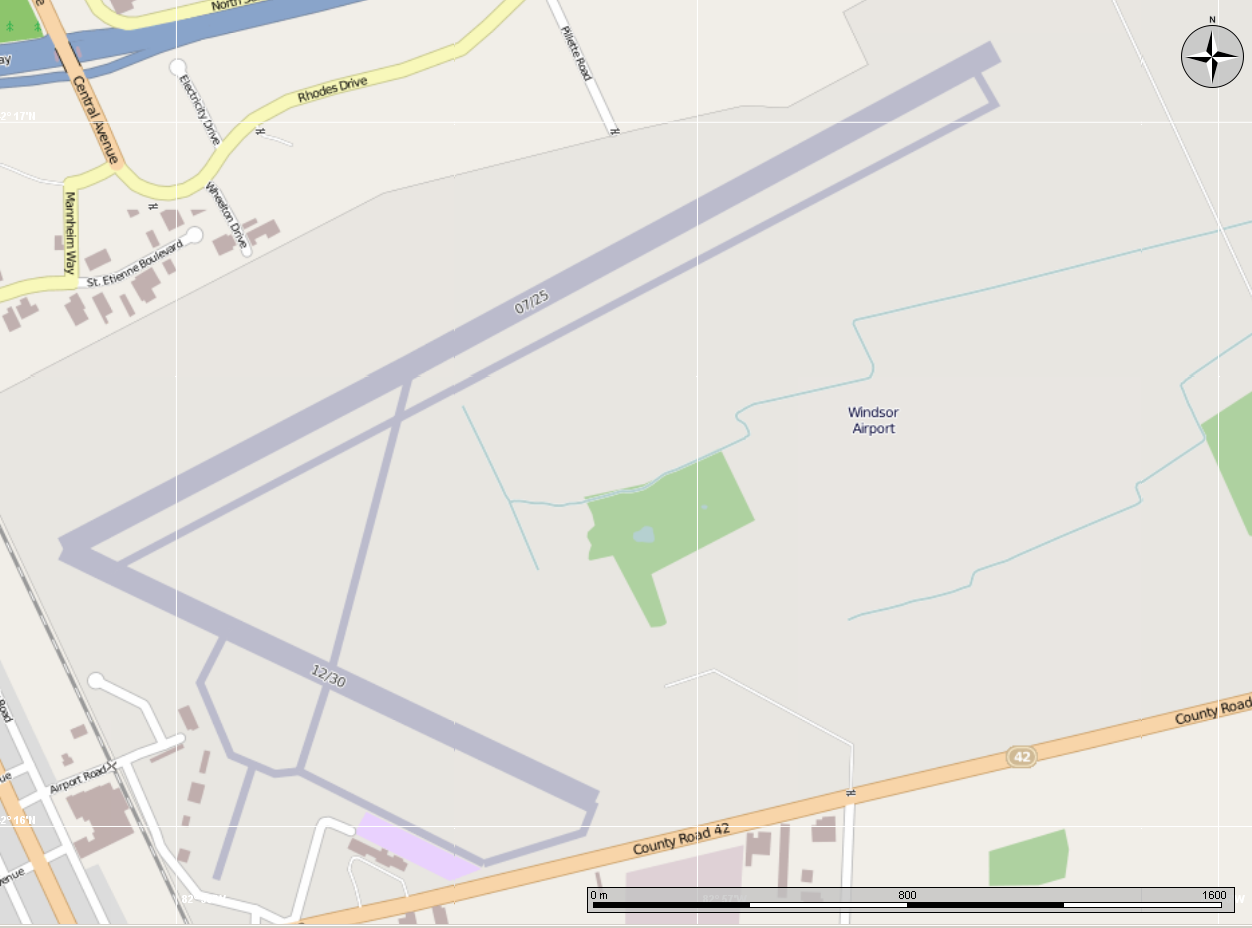
Карта аэропорта

## Техническая информация

### Общая
- Широта, долгота: 42°16’32" с. ш., 82°57’20" з. д.
- Высота: 622 футов (190 м)
- Магнитное отклонение: 7° з.ш.

Аэропорт управляется Your Quick Gateway от имени города Уинсор, сертифицирован министерством транспорта Канады и работает как аэропорт въезда при участии канадских таможенных служб. У некоторых самолётов взимается плата за посадку.

### Взлётно-посадочные полосы
- Взлётно-посадочная полоса 07/25: 9 000 х 200 футов (2 743 х 61 м), асфальт, освещение, заход на посадку PAPI типа 2
- Взлётно-посадочная полоса 12/30: 5150 х 150 футов (1570 х 46 м), асфальт, освещение, PAPI типа 2, подходные фонари

### Коммуникации
- Выход для удаленной связи (RCO): Лондонское радио, 123,375 МГц
- Автоматическая информационная служба терминала (ATIS): 134,5 МГц
- Наземное управление: 121,7 МГц
- Башня: 124,7 МГц (обязательная частота для закрытой башни)
- Прибытие и вылет: Детройтский подход, 124,9 МГц
- Рекомендации по правилам визуальных полётов (VFR): контроль над Детройтским районом в области Уинсора, 126,85 МГц

### Навигационные средства
- Приводная радиостанция (NDB): Уинсор (QG), 353 кГц, 250° 3,8 морских миль (7,0 км; 4,4 мили) до аэропорта; Лорел (ZQG), 398 кГц, 70° 4,0 морских миль (7,4 км; 4,6 мили) до аэропорта
- Система посадки по приборам (ILS): взлётно-посадочная полоса 25 (IQG)

### Оператор с фиксированным взносом (FBO)
Стоянка возможна у оператора аэропорта; существует плата за стоянку более шести часов.
- Центр полётов по Великим озерам (Esso Avitat): 122,95 МГц — 100LL avgas и топливо Jet-A

### Возможность пожара
Охват ARFF категории 6 обеспечивается сотрудниками аэропорта. Два аварийных автомобиля E-One ARFF размещены в противопожарном отсеке. Essex-Windsor EMS курирует медицинскую помощь в аэропорту.

## Статистика
| Год  | Всего пассажиров | % изменения |
| ---- | ---------------- | ----------- |
| 2013 | 241,684          | ▬           |
| 2014 | 263,401          | ▲ 9 %       |
| 2015 | 274,218          | ▲ 4,1 %     |
| 2016 | 331,478          | ▲ 20,9 %    |